# Stade de Várzea
Le stade de Várzea (Estádio da Várzea) est un stade polyvalent cap-verdien situé à Praia, la capitale, dans le quartier de Várzea. Il est surtout utilisé pour le football.
Il accueille les rencontres à domicile de l'équipe du Cap-Vert de football ainsi que des clubs du Sporting Clube da Praia, de l'Académica da Praia et du CD Travadores. Il est également utilisé pour des manifestations culturelles et politiques.

## Installations

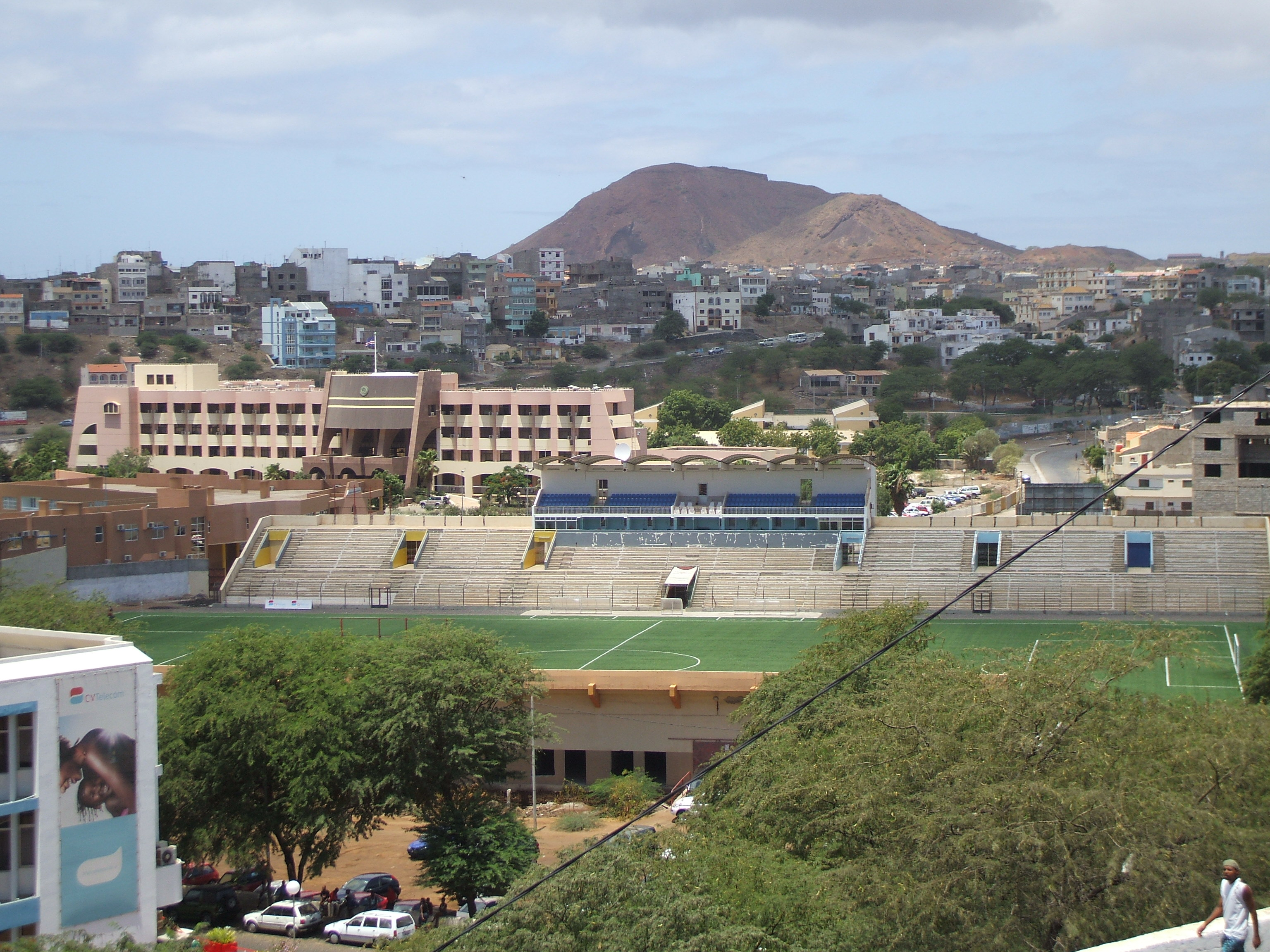
Vue sur le stade (à l'arrière-plan, l'Assemblée nationale)

Le stade de Varzea est le principal équipement sportif de la ville de Praia, il peut accueillir 8 000 spectateurs.
En novembre et décembre 1999, le stade doit accueillir la Coupe Amílcar Cabral mais, à la suite de pluies diluviennes, d'importants travaux de rénovation doivent être engagés et la compétition est repoussée à mai 2000. À la même période, l'enceinte sportive récupère l'installation d’éclairage artificiel du vieux stade des Antas et peut alors recevoir des rencontres en nocturne.
Le stade bénéficie, en 2006, du programme GOAL initié par la FIFA et, une pelouse synthétique est installée, le terrain de jeu est de 109 mètres sur 68 mètres. En janvier 2011, les installations du stade sont encore améliorées avec l'installation de nouvelles rampes d'éclairage artificiel.

## Utilisations
Le stade accueille les rencontres à domicile de l'équipe du Cap-Vert de football ainsi que les rencontres des clubs du Sporting Clube da Praia, de l'Académica da Praia et du CD Travadores. La finale de la Coupe du Cap-Vert, épreuve créée en 2007 se déroule également en son sein. La Coupe Amílcar Cabral 2000 s'est également déroulée dans le stade.
L'enceinte est également utilisée pour des manifestations culturelles, des concerts de Shakira et de Tracy Chapman ont ainsi lieu en 2007.